# Иоганн Рейнхард II
Иоганн Рейнхард (II) Ганау-Лихтенбергский (нем. Johann Reinhard (II.) von Hanau-Lichtenberg; 23 января 1628, Буксвайлер — 25 апреля 1666, Бишофсгейм) — принц ганауский.

## Биография
Иоганн Рейнхард — младший сын графа Филиппа Вольфганга Ганау-Лихтенбергского (1595—1641) и графини Иоганны Эттинген-Эттингенской. Вместе с братом Иоганном Филиппом совершил гран-тур по Германии, Нидерландам, Англии, Франции и Швейцарии. В 1650 году Иоганн Рейнхард побывал на рейхстаге в Нюрнберге, посвящённом проблемам реализации Вестфальского мира. По завещанию отца резиденцией Иоганну Рейнхарду был назначен Бишофсгейм и Лихтенау. Принц занимался восстановлением своих владений после разрушительной Тридцатилетней войны, принимал иммигрантов из Швейцарии и занялся возведением инфраструктуры, в частности школ.
19 октября 1659 года принц Иоганн Рейнхард женился в Бишвейлере на пфальцграфине Анне Магдалене Пфальц-Бишвейлерской (1640—1693), дочери пфальцграфа Кристиана I Биркенфельд-Бишвейлерского (1598—1654). В этом браке родилось пятеро детей:
- Иоганна Магдалена (1660—1715), замужем за графом Иоганном Карлом Августом Лейнинген-Даксбург-Гейдесгеймским (1662—1698).
- Луиза София (1662—1751), замужем за графом Фридрихом Людвигом Нассау-Отвейлерским (1651—1728)
- Франциска Альбертина (1663—1736)
- Филипп Рейнхард (1664—1712)
- Иоганн Рейнхард III (1665—1736).

У Иоганна Рейнхарда также был внебрачный сын Иоганн Рейнхард фон Лихтенфельс (1656—1689) от Марии Магдалены фон Линденау. Иоганн Рейнхард был похоронен в склепе крепости Лихтенберг.